# Акти (Тасос)
Акти или Клисма (на гръцки: Ακτή) е село в Гърция, дем Тасос, административна област Източна Македония и Тракия.

## География
Селището е разположено в землището на бившата демова секция Калирахи.

## История
Селището е новосформиран туристически курорт в 80-те години на XX век. За пръв път се появява в гръцките преброявания в 1991 година, когато е отбелязано с 46 жители.
| Година    | 1913 | 1920 | 1928 | 1940 | 1951 | 1961 | 1971 | 1981 | 1991 | 2001 | 2011 | 2021 |
| --------- | ---- | ---- | ---- | ---- | ---- | ---- | ---- | ---- | ---- | ---- | ---- | ---- |
| Население |      |      |      |      |      |      |      |      | 46   |      |      |      |